# إنجازات أبحاث السرطان لعام 2020
إنجازات أبحاث السرطان لعام 2020، والمعروف أيضًا باسم سرطان القمر 2020، وهي تحالف يهدف إلى تطوير علاجات مناعية تعتمد على اللقاحات لمكافحة السرطان. من خلال تجميع موارد الشركات العالمية في مجالات الأدوية والتكنولوجيا الحيوية، والمراكز الأكاديمية، وأطباء الأورام، تسعى المبادرة إلى توفير الوصول إلى أكثر من 60 علاجًا جديدًا ومعتمدًا قيد الاختبار في الحرب ضد السرطان، مع توقع أن تتيح اختبارًا سريعًا لبروتوكولات العلاج المناعي المركب الجديدة. تُدير اتحاد من الشركات يُعرف باسم التحالف الوطني للعلاج المناعي (NIC) المبادرة.
نظرًا لصعوبة علاج السرطان، طوّر الباحثون أدوية وعلاجات مناعية أكثر استهدافًا، بهدف مستقبلي يتمثل في مهاجمة السرطان بعدة علاجات في آنٍ واحد، تمامًا كما احتُوي فيروس نقص المناعة البشرية (الإيدز) عندما طوّر الباحثون أدوية تستهدف نقاط ضعفه المختلفة. هناك حاجة إلى هذا الشكل الجديد من العلاج المركب لأن السرطان غير متجانس  وهناك حاجة إلى طرق متعددة لاستهداف أنواع متعددة من السرطان.
أعرب بعض أخصائيي السرطان عن تفاؤلهم بأن العلم دخل «عصرًا جديدًا»، حيث يمكن الآن تحديد تسلسل الجينات في الخلايا السرطانية بسرعة، مما يسمح بالبحث عن الطفرات الجينية التي قد تكون مسؤولة عن نمو السرطان.ومع ذلك، وصف البعض الآخر هذه الفكرة بأنها «غير واقعية» بسبب التحديات الكبيرة التي تواجه التنفيذ الفعلي لهذه العلاجات على نطاق واسع.

## التحالف الوطني للعلاج المناعي
تتولى منظمة إنجازات أبحاث السرطان لعام 2020 قيادة التحالف الوطني للعلاج المناعي (NIC)، وهي مبادرة يُقال إنه بقيادة الملياردير باتريك سون شيونغ [الإنجليزية] من لوس أنجلوس. تشمل الأعضاء المشاركون شركات الأدوية أمجن وسلجين، وشركات التكنولوجيا الحيوية بما في ذلك نانت ووركس ونانتكويست وألتور بيو ساينس و Precision Biologics، وهي شركة تابعة لشركة نانت ووركس، ومراكز أكاديمية رئيسة متخصصة في أبحاث السرطان، وأطباء الأورام في المجتمع المحلي.، وشركة التأمين الصحي إندبندنس بلو كروس [الإنجليزية]، وبنك أميركا، الذي يُعتبر أحد أكبر الشركات ذات التأمين الذاتي في الولايات المتحدة.

## نطاق البحث
يهدف المشروع إلى إجراء عشرات التجارب السريرية الصغيرة على مدى السنوات القليلة المقبلة في مجال العلاج المناعي، بمشاركة ما يصل إلى 20,000 مريض. ومن المتوقع أن تتبع هذه التجارب دراسات واسعة النطاق. سيُعد المشروع ناجحًا عند تحقيق فترات طويلة من الهدوء السريري لمرضى السرطان، مما يعني أن العلاجات المناعية قادرة على السيطرة على السرطان لفترات ممتدة دون انتكاسات.

### المواضيع المتابَعة
تركز مبادرة إنجازات أبحاث السرطان لعام 2020 على العلاج المناعي وتتبع المحاور التالية:
- التحقق من صحة العلوم المعقدة : يجب اختبار العلاجات المركبة التي تستهدف الجهاز المناعي البشري في بيئات علمية مرموقة وبطريقة محايدة، بحيث يكون المريض هو الأولوية الأساسية.
- الوصول إلى العلاجات الجديدة والأدوية المعتمدة: يعد تعدد الشركات الصيدلانية والتقنية الحيوية وتطوير كل منها لعوامل علاجية مناعية خاصة بها—سواء كانت أجسامًا مضادة أو خلايا مناعية أو لقاحات—أحد أكبر التحديات أمام تقدم العلاج المناعي.
- تنظيم إدارة الغذاء والدواء: هناك حاجة إلى مقاربات جديدة لتنظيم العلاجات المركبة، حيث يعتمد نهج المعالجة على استخدام عدة عوامل علاجية تعمل معًا لاستهداف السرطان.
- تنسيق الرعاية والمراقبة الفورية للسلامة والنتائج: يتطلب ذلك دمج البيانات الجزيئية المعقدة مع المعلومات السريرية المستخرجة من السجلات الإلكترونية المختلفة لضمان تتبع دقيق لحالة المرضى.
- تقييم النتائج والتكاليف في الوقت الفعلي: يهدف هذا إلى تمكين شركات التأمين الصحي من دفع تكاليف العلاجات استنادًا إلى قيمتها العلاجية الفعلية بدلًا من دفعها على أساس عدد الإجراءات الطبية، مما يسمح بتطوير نموذج تعليمي تكيفي لتعزيز التنبؤ العلاجي.
- البنية التحتية للشبكة: توفير نطاق ترددي آمن للغاية لنقل البيانات الضخمة وتحليل المعلومات الجزيئية المعقدة على نطاق واسع.[6]

### مفهوم كويلت (QUILT)
تتضمن مبادرة إنجازات أبحاث السرطان لعام 2020 مفهومًا يسمى كويلت (QUILT)، وهو يرمز إلى التجربة التكاملية الكمية مدى الحياة (QUantitative Integrative Lifelong Trial). صُمم كويلت للاستفادة من أنظمة المناعة لدى المرضى، مثل علاجات الخلايا المتغصنة والخلايا التائية (اللمفاويات) والخلايا الفاتكة الطبيعية، واختبار مجموعة متنوعة من العلاجات بما في ذلك مجموعات جديدة من اللقاحات، والعلاج المناعي القائم على الخلايا، والعلاج الكيميائي المنتظم، والعلاج الإشعاعي منخفض الجرعة، ومنظمات المناعة، بالإضافة إلى مثبطات نقاط التفتيش، في المرضى الذين خضعوا لتحليل الجينوم الكامل للجيل التالي، والنسخ الجيني، والتحليل البروتيني الكمي.

## المبادرات ذات الصلة

### شراكة لتسريع علاجات السرطان
أُعلن عن شراكة تسريع علاجات السرطان (PACT) في أكتوبر 2017 تعاونًا بين المعاهد الوطنية للصحة وإحدى عشر شركة أدوية. توفر هذه الاتفاقية تمويلًا بقيمة 215 مليون دولار على مدى السنوات الخمس المقبلة. تركز هذه المبادرة بشكل أساسي على العلاج المناعي.
تشمل شركات الأدوية المشاركة، والتي وافقت كل منها على المساهمة بمبلغ مليون دولار سنويًا، اب في وأمجن وبوهرينجر إنجلهيم وبريستول-مايرز سكويب ووسلجين وجينينتك [الإنجليزية] وجلعاد للعلوم وغلاكسو سميث كلاين ويانسن (جونسون آند جونسون)
ونوفارتس [الإنجليزية] وفايزر.

## النقد
وصف بعض النقاد فكرة «علاج السرطان» عبر نهج «الاختراق العلمي» بأنها غير واقعية تمامًا، مشيرين إلى فشل الحرب على السرطان التي أعلنها الرئيس ريتشارد نيكسون. لقد تبين أن السرطان ليس مرضًا واحدًا، بل مئات الأمراض، وأن فكرة علاج السرطان مرة واحدة وإلى الأبد «مضللة وعفا عليها الزمن».
ذكرت صحيفة نيويورك تايمز أن مدير المعهد الوطني للسرطان (NCI) أندرو فون إيشينباخ [الإنجليزية]، أعلن عام 2003 أن هدفه هو «القضاء على المعاناة والوفيات» بسبب السرطان بحلول عام 2015. خلال جلسة استماع بشأن المخصصات، سأله السيناتور أرلين سبيكتر (جمهوري من ولاية بنسلفانيا) عما يحتاجه لتحقيق ذلك بحلول عام 2010 بدلاً من 2015، فأجاب أنه يستطيع تحقيقه بميزانية قدرها 600 مليون دولار سنويًا.توفي السيناتور سبيكتر نفسه بسبب السرطان في 2012، مما زاد من الشكوك حول واقعية مثل هذه الوعود.
نشر موقع أخبار ستايت [الإنجليزية] الإخباري الموجه نحو الصحة مقالاً افتتاحيًا ينتقد المبادرة، واصفًا إياها بأنها برنامج مصمم لدعم شركات الملياردير باتريك سون شيونغ أكثر من كونها محاولة فعلية لعلاج السرطان. وجاء في المقال: «في جوهرها، تبدو المبادرة وكأنها أداة تسويقية معقدة لسون شيونغ—وسيلة للترويج لأداته الجديدة والمكلفة لتشخيص السرطان، في وقت يحتاج فيه بشدة إلى نجاح تجاري، حيث تخسر شركاته العامة عشرات الملايين في كل ربع مالي.»
لم يُكشف عن ميزانية برنامج إنجازات أبحاث السرطان لعام 2020.